# Halopteris enersis
Halopteris enersis är en nässeldjursart som beskrevs av Galea 2007. Halopteris enersis ingår i släktet Halopteris och familjen Halopterididae. Inga underarter finns listade i Catalogue of Life.